# いまどきの姑
『いまどきの姑』（いまどきのしゅうとめ）は、東海テレビ制作・フジテレビ系列で、1987年10月5日～12月30日に放送された昼ドラマである。

## 概要
東京都世田谷区に住む難題続きの三世代同居家族で、姑と婿が恋に落ちて...

## キャスト
- 三ツ矢歌子[1][2]
- 羽賀研二[1][2]
- 藤木悠[1]
- 角替和枝
- 林寛子
- 高山典子
- 増田順司
- 結城美栄子
- 野村昭子
- 森田順平
- 梅津栄
- 佐々木すみ江
- 小坂一也
- 服部妙子

## スタッフ
- 脚本 - 稲葉明子[1]
- 音楽 - 渡辺俊幸[1]
- 演出 - 大西博彦、河野和平